# Rebeca Carvalho
Rebeca Carvalho da Silva (Brasília, 25 de novembro de 1997), conhecida como Rebeca Carvalho, é uma cantora brasileira de música cristã contemporânea.

## Biografia
Nascida em 25 de novembro de 1997, em Brasília, DF. Congrega na Catedral das Assembleias de Deus, Baleia - Madureira, dos pastores João Adair Ferreira e Katia Pains Ferreira.
Começou a cantar muito cedo. Aos dois anos, entrou para a orquestra da igreja que frequentava e tempos depois começou a tocar violino e violão de forma autodidata.
Com o intuito de ministrar a palavra de Deus através do louvor, começou a postar vídeos na Internet, os quais possuem hoje milhões de acessos.
Seu objetivo é cumprir o chamado de Deus, revelado aos seus pais desde o ventre, que é proclamar o evangelho de Jesus Cristo e levar a Palavra de Deus aos necessitados, anunciando boas novas de salvação por todas as nações, tudo para a Glória de Deus.

## Carreira
Em 2016, gravou o seu primeiro álbum independente, "Creio Em Ti", indo do eletrônico pop ao pentecostal, mostrando sua versatilidade nas interpretações, sempre priorizando letras cristocêntricas.
Em 2018, participou do DVD de Isadora Pompeo. Juntas, elas cantaram “Tua Alegria”, coautoria da cantora. O vídeo já ultrapassou 46 milhões de visualizações no YouTube.
Anderson Freire apresentou Rebeca à diretora artística da MK Music, Marina de Oliveira. Seu single de estreia pela MK Music, “Bálsamo”, que tem mais de 5 milhões de visualizações, denota a afinação, voz suave e ao mesmo tempo forte, e estilo próprio. A faixa, composta pela própria cantora, foi produzida por Weslei Santos (ex-Preto no Branco).[carece de fontes?]
"Bálsamo" ganhou ainda mais destaque quando Fernandão, então jogador do EC Bahia, pediu a canção no programa Fantástico, da Rede Globo, após marcar 4 gols[carece de fontes?].
Seu segundo single individual, “Abraão”, surge como mais um marco, obtendo mais de 2,5 milhões de visualizações nos primeiros meses[carece de fontes?].
Em agosto de 2020, participou da canção “Carta de Amor”, do Kemuel, que em uma semana ultrapassou 1 milhão de visualizações.
Após realizar um sonho de criança, deixou a gravadora MK em 2020 e hoje integra a Onimusic. Seu primeiro single na nova fase, “Até Te Encontrar” foi lançado em novembro, com a participação da cantora Gabriela Rocha.
Entre suas referências musicais estão a cantora Cassiane e o cantor e compositor Anderson Freire, com quem gravou a canção "Incondicional", além de Tasha Cobbs e Kim Burrell.

## Discografia
| Ano  | Título      |
| ---- | ----------- |
| 2016 | Creio em Ti |
| 2020 | Bálsamo     |

## Prêmios e indicações
Foi indicada ao "Troféu Gerando Salvação" em 2019, sendo ganhadora na categoria "Revelação do Ano - Cantor ou Cantora" do Ano. Em 2020, participou da 4ª edição do prêmio "Melhores do Ano Gospel", sendo vencedora na categoria "Melhor Cantora".